# Commins Menapi
Commins Menapi (* 18. September 1977; † 18. November 2017 in Honiara) war ein salomonischer Fußballspieler und -trainer. Menapi zählte zu den bekanntesten Spielern der Salomonen.

## Karriere
In den Jahren von 1998 bis 1999 spielte der Stürmer bei Marist FC in seinem Heimatland, 1999 wechselte er zu Nelson Suburbs in Neuseeland. 2000 bis 2004 war er bei Sydney United unter Vertrag und spielte in der australischen A-League 66-mal, wobei er 19 Tore erzielte, 2005 spielte er für St. George Saints und wechselte anschließend für ein Jahr zu YoungHeart Manawatu. Von 2007 bis 2008 spielte er bei Waitakere United. Im Meisterschaftsfinale der New Zealand Football Championship 2006/07 erzielte er bei der 2:3-Niederlage gegen Auckland City FC zunächst einen Treffer, im Laufe des Spiels wurde er als erster Spieler in einem Finale der New Zealand Football Championship vom Platz gestellt. Wenig später gewann er mit Waitakere die OFC Champions League 2007, im Finalhinspiel hatte er den Treffer seines Teams bei der 1:2-Niederlage erzielt. Ein Jahr später gelang die Titelverteidigung des kontinentalen Titels und auch in der neuseeländischen Meisterschaft war man durch einen 2:0-Finalerfolg gegen Team Wellington siegreich.
Für die Salomonische Fußballnationalmannschaft gab Menapi sein Debüt 2000. Er war Mitglied der erfolgreichsten Nationalmannschaft der Salomonen, die bei der Qualifikation zur Fußball-Weltmeisterschaft 2006 erstmals in die Play-off-Runde gegen Australien einzog. Außerdem erzielte er beim historischen 2:2-Unentschieden gegen Australien beide Tore. Insgesamt bestritt Menapi 37 Länderspiele und erzielte dabei 34 Treffer. Damit ist er Rekordtorschütze seines Landes.
Nach dem Ende seiner aktiven Laufbahn begann er seine Trainerkarriere im Jahr 2014 bei Western United, die er bis zu seinem Tod betreute.
Menapi starb im November 2017 und wurde in Temotu beerdigt.

## Erfolge
- Finalteilnahme OFC-Nationen-Pokal 2004
- Sieger OFC Champions League 2007, 2008
- Neuseeländischer Meister 2007/08